# Fantomas (1980)
Fantomas (Originaltitel: Fantômas) ist eine Miniserie in vier Teilen aus dem Jahr 1980, basierend auf den Romanen um den Verbrecher Fantômas von Pierre Souvestre und Marcel Allain. Sie wurde von Claude Chabrol und Juan Luis Buñuel inszeniert.

## Handlung
Über vier Episoden erstreckt sich die Handlung um die Jagd von Inspektor Juve auf den Gentleman-Verbrecher Fantomas.
Eine reiche Marquise prahlt im Beisein des jungen Charles und des Polizeiinspektors Juve von ihrem Lottogewinn, den sie einlösen wolle. Derweil schleicht eine dunkle Gestalt um ihr Anwesen. Juve warnt die Marquise vor dem Verbrecher Fantomas. Auf der Zugfahrt nach Paris wird die Marquise in ihrem Abteil vom Mann in Schwarz erwürgt. In den Kleidern der Toten holt sich der Verbrecher den Lottogewinn ab. Der Mörder Fantomas bezirzt die junge Gräfin Sonia Danidoff, doch als er ihr einen wertvollen Ring abnehmen und deshalb den Finger abschneiden will, ruft sie um Hilfe. Fantomas flüchtet und schwört Rache. Er kehrt in die Arme seiner treuen Geliebten, Lady Maud Beltham, zurück. Um mit ihr glücklich werden zu können, tötet er ihren Ehemann Lord Beltham. Inspektor Juve und sein Begleiter Charles, der sich nun "Fandor" nennt und als Journalist arbeitet, finden den toten Lord in einem großen Koffer. Juves Verdacht fällt auf das Liebespaar Fantomas und Maud Beltham.
Juve kann Fantomas bei einem Stelldichein mit Maud verhaften. Bei der Gerichtsverhandlung erkennt ein berühmter Schauspieler seine frappierende Ähnlichkeit mit dem zum Tode verurteilten Fantomas. Lady Belthman lädt den Schauspieler zu sich ein. Nachdem sie den Gefängniswärter Nibet bestochen hat, um noch ein letztes Mal mit Fantomas vor dessen Hinrichtung schlafen zu können, bringt der Wärter den Todeskandidaten in ein Zimmer gegenüber dem Gefängnis. Hier betäubt Lady Beltham den Schauspieler und legt ihm Fantomas' Kleider an. Als der Schauspieler am nächsten Morgen vor der Guillotine beteuert, er sei nicht Fantomas, glaubt ihm niemand. Erst als Juve den abgetrennten Kopf berührt und die Theaterschminke bemerkt, weiß er, dass ein Unschuldiger sterben musste.
Der geflüchtete Fantomas verübt inzwischen Verbrechen, die vom Gangster Lupart geplant werden. Luparts Geliebte Joséphine dient Juve als Köder. Doch als diese sich in den Boxer Dixon verliebt und Lupart verlassen will, muss sie sterben. Sie flüchtet vor einem Mörder auf das Fenstersims und stürzt bei Juves Zuruf in den Tod. Ein ähnliches Schicksal erleidet die schöne Sonia Danidoff: Fantomas schneidet ihr die kostbaren Ohrringe ab, erdrosselt grinsend das weinende Luxusmädchen und wirft anschließend auch ihren halbnackten Körper lachend in die Tiefe. 
Im Hause eines Grafen wird eine tote junge Frau mit verätztem Gesicht gefunden, die wegen eines Abschiedsbriefes als Lady Beltham identifiziert wird. Als ihr Mörder wird der junge Jacques Dollon verhaftet. Doch als Juve ihn im Gefängnis besuchen will, ist Dollon verschwunden. Wieder einmal war der Gefängniswärter Nibet daran beteiligt. Dollons Schwester Elisabeth beteuert die Unschuld ihres Bruders. Das ruft Fantomas auf den Plan, der Elisabeth betäubt und ihr mit einem am Gasherd angeschlossenen Schlauch Kohlenmonoxid einflößt. Fandor kann sie wiederbeleben, da die Gasrechnung nicht bezahlt wurde und somit die tödliche Dosis nicht ausreichend war. Dann finden sie den Leichnam Dollons. Währenddessen tötet Fantomas – nun mit Erfolg – die Zeugin Elisabeth, nicht zuletzt, weil Fandor sich in das Mädchen verliebt hatte. In einem Kloster entdeckt derweil Fandor eine Nonne, die Lady Beltham zum Verwechseln ähnelt. Als das Kloster gestürmt wird, sind Fantomas und die Lady auf und davon.
Der junge König Friedrich Christian II. hat eine heimliche Romanze mit der hübschen Romy. Doch als Romy wenig später brutal ermordet wird, fällt der Verdacht auf den jungen Blaublüter. Er beteuert Juve seine Unschuld und dieser weiß: Fantomas war mal wieder mordlüstern; Romy ist die siebente junge Frau, die der Serienmörder auf dem Gewissen hat. Als er Fantomas erneut stellt, wird Juve k. o. geschlagen. Die später eintreffende Polizei nimmt die Maske des erschöpft in einer Ecke liegenden Mannes ab und hält nun Juve für Fantomas. Dank Intervention des jungen Königs kommt Juve frei und will Romys Freundin Marieke aufsuchen. Doch von ihrer Zimmerwirtin „Mutter Kirsch“ wird Marieke derweil in Juves Hotelzimmer begleitet. Als Juve von Frau Kirsch in sein Hotel geschickt wird, kommt er zu spät: Marieke wurde durch eine perfide Selbstschussanlage hingerichtet. Nun wird er erneut für einen Mörder gehalten und gefangen genommen. Mutter Kirsch, so weiß er jetzt, war erneut Fantomas. Doch sein getreuer Fandor verspricht ihm, Fantomas zu fassen. Dieser fährt derweil mit Lady Maud Beltham lachend davon und freut sich auf neue Verbrechen.

## Episoden
| Nr. | Episode                                              | Originaltitel        | Sendedatum    |
| --- | ---------------------------------------------------- | -------------------- | ------------- |
| 1   | Verhängnisvolles Rendezvous                          | L'échafaud magique   | 3. Mai 1980   |
| 2   | Tödliche Umarmung                                    | L'étreinte du diable | 17. Mai 1980  |
| 3   | Schlupfwinkel in der Kanalisation (Der rote Diamant) | Le mort qui tue      | 31. Mai 1980  |
| 4   | Fandor unter Mordverdacht (Ein Toter mordet nicht)   | Le tramway fantôme   | 14. Juni 1980 |

## Kritiken
Kino.de wertete: „Im Gegensatz zu den berühmten ‚Fantomas‘-Filmen mit Jean Marais als Verbrecher und Louis de Funes als Ermittler, die mit viel Humor gespickt waren, konzentrierte sich dieser Vierteiler auf Action, Spannung und Grusel.“

## Besetzung und Synchronisation
| Schauspieler        | Rolle                    | Synchronsprecher                | Folge      |
| ------------------- | ------------------------ | ------------------------------- | ---------- |
| Helmut Berger       | Fantomas Fantomas-Double | Norbert Langer Frank Glaubrecht | 1, 2, 3, 4 |
| Jacques Dufilho     | Inspektor Juve           | Heinz Petruo                    | 1, 2, 3, 4 |
| Pierre Malet        | Fandor                   | Hans-Jürgen Dittberner          | 1, 2, 3, 4 |
| Gayle Hunnicutt     | Maud Beltham             |                                 | 1, 2, 4    |
| Pierre Douglas      | Richter Fuselier         | Lutz Riedel                     | 1, 2, 3,   |
| Mario David         | Nibet                    | Friedrich Georg Beckhaus        | 1, 3       |
| Serge Bento         | Inspektor Michel         | Klaus Jepsen                    | 1, 2       |
| Fabrice Luchini     | Bonardin                 |                                 | 1, 2       |
| Kristina van Eyck   | Sonia Danidoff           |                                 | 1, 3       |
| Michel Peyrelon     | Dr. Hauser               | Heinz Theo Branding             | 2, 3       |
| Hubert de Lapparent | Abt Sicot                | Lukas Ammann                    | 1          |
| Georgette Anys      | Concierge                | Tilly Lauenstein                | 1          |
| Yves Barsaq         | Krankenhausdirektor      | Michael Chevalier               | 2          |
| Jean-Paul Zehnacker | Lupart                   | Rolf Schult                     | 2          |
| Hélène Peychayrand  | Joséphine                |                                 | 2          |
| Maxence Mailfort    | Jacques Dollon           |                                 | 3          |
| Véronique Delbourg  | Elisabeth Dollon         |                                 | 3          |
| Philippe Laudenbach | Monsieur Thonery         | Harry Wüstenhagen               | 3          |
| André Weber         | Arzt                     | Peter Schiff                    | 3          |
| Peter Wolfsberger   | Friedrich Christian II.  | Wolfgang Condrus                | 4          |
| Eduard Linkers      | Mutter Kirsch            | Hanne Wieder                    | 4          |
| Claudia Messner     | Romy                     |                                 | 4          |
| Marieli Frohlich    | Marieke                  |                                 | 4          |
| Helmut Janatsch     | Sicherheitsdirektor      | Klaus Miedel                    | 4          |
| Fritz von Friedl    | Gudulin                  |                                 | 4          |